# Chatyn'
Chatyn' (in bielorusso e in russo Хатынь?) era un villaggio della Bielorussia che fu distrutto dai nazisti il 22 marzo 1943 come rappresaglia per la morte di alcuni soldati tedeschi in uno scontro a fuoco con i partigiani.
Gli abitanti del villaggio furono accusati di collaborare con i partigiani e furono tutti bruciati vivi o fucilati: le vittime furono 149. L'operazione fu condotta dal Battaglione Schutzmannschaft 118, composto da collaborazionisti ucraini, e dalla 36. Waffen-Grenadier-Division der SS guidata da Oskar Dirlewanger.
Il massacro ispirò il film sovietico del 1985 Va' e vedi diretto da Ėlem Klimov.

## Contesto storico
Il massacro non fu un incidente insolito in Bielorussia durante la seconda guerra mondiale. Furono infatti distrutti almeno 5 295 insediamenti bielorussi dai nazisti e spesso tutti i loro abitanti furono uccisi; in alcuni si contarono fino a 1 500 vittime, come punizione per la collaborazione con i partigiani: nella regione di Vitebsk, 243 villaggi furono bruciati due volte, 83 villaggi tre volte e 22 villaggi furono bruciati quattro o più volte; nella regione di Minsk, 92 villaggi furono bruciati due volte, 40 villaggi tre volte, nove villaggi quattro volte e sei villaggi cinque o più volte. Complessivamente, oltre 2 000 000 di persone furono uccise durante i tre anni di occupazione nazista, quasi un quarto della popolazione della regione.

## L'antefatto
Il 22 marzo 1943 un convoglio tedesco fu attaccato dai partigiani sovietici vicino al villaggio di Koziri, a 6 km da Chatyn', provocando la morte di quattro agenti di polizia del Battaglione Schutzmannschaft 118. Tra i morti c'era il capitano Hans Woellke, l'ufficiale in comando del battaglione.

## Massacro
Le truppe della Brigata Dirlewanger, un'unità composta principalmente da criminali reclutati per compiti di guerra, entrarono nel villaggio, cacciarono gli abitanti dalle loro case e li rinchiusero in un capanno poi ricoperto di paglia e dato alle fiamme. Le persone intrappolate riuscirono a sfondare le porte, ma nel tentativo di scappare furono uccise dal fuoco delle mitragliatrici. Circa 149 persone, tra cui 75 bambini di età inferiore ai 16 anni, rimasero uccise per le ustioni, gli spari o l'inalazione del fumo. Il villaggio fu poi saccheggiato e raso al suolo.

## Sopravvissuti

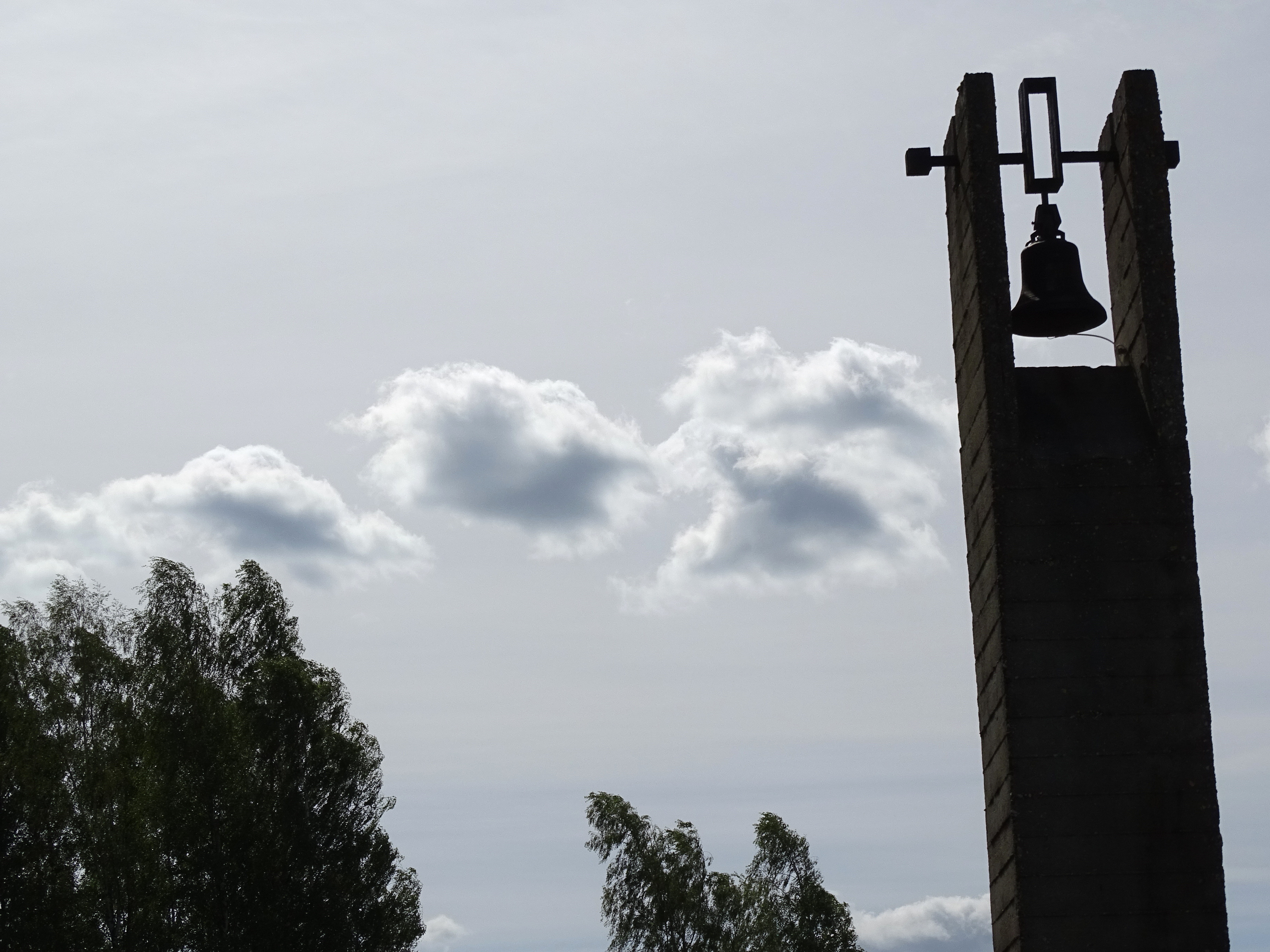
Campanile al Memoriale di Chatyn'.

I sopravvissuti furono otto abitanti del villaggio, di cui sei presenti al massacro: cinque bambini e un adulto.
1. Il dodicenne Anton Iosifovich Baranovsky (1930-1969) fu dato per morto per le ferite alle gambe.[11] Le sue ferite furono curate dai partigiani. Cinque mesi dopo l'apertura del Memoriale, Baranovsky morì in circostanze poco chiare.
2. L'unico adulto sopravvissuto al massacro, il fabbro del villaggio di 56 anni Yuzif Kaminsky (1887-1973), riprese conoscenza con ferite e ustioni dopo che gli assassini se ne furono andati. Riuscì a trovare suo figlio che in seguito morì tra le sue braccia. Questo incidente è stato successivamente commemorato con una statua al Memoriale di Chatyn'.[11]
3. Un altro ragazzo di 12 anni, Alexander Petrovich Zhelobkovich (1930-1994), fuggì prima che i soldati potessero catturarlo. Sua madre lo svegliò e lo mise a cavallo, con il quale fuggì in un villaggio vicino. Dopo la guerra prestò servizio nelle forze armate e divenne tenente colonnello di riserva.[11]
4. Vladimir Antonovich Yaskevich (1930-2008) riuscì a nascondersi. Due soldati, pur notando il ragazzo, lo risparmiarono. Vladimir notò che parlavano tedesco tra loro, non ucraino.[12]
5. Sofia Antonovna Yaskevich (poi Fiokhina) (1934-2020), sorella di Vladimir, si nascose in cantina sin dalle prime ore del massacro. Da adulta lavorò come dattilografa.[13]
6. Viktor Andreevich Zhelobkovich (1934-2020), sette anni, sopravvisse all'incendio nel capannone coperto dal cadavere di sua madre.[13]

Altre due donne sopravvissero perché quel giorno erano lontane dal villaggio:
- Tatyana Vasilyevna Karaban (1910 - 2000 circa) era in visita ai parenti in un villaggio vicino, Seredniaya.[14]
- Anche Sofya Klimovich, una parente di Karaban, stava visitando un villaggio vicino. Dopo la guerra ha lavorato al Memoriale per diversi anni.[14]

## Processi del dopoguerra
Nel 1946 l'ufficiale che ordinò il massacro, Bruno Pavel, fu processato al processo di Riga e giustiziato. Ivan Melnichenko, il capo dell'unità Dirlewanger che commise il massacro, fu colpito a morte da agenti dell'NKVD il 26 febbraio 1946 mentre resisteva all'arresto. Numerosi collaboratori che parteciparono al massacro furono processati negli anni '60 e '70, ed alcuni di loro furono giustiziati.
Il comandante di uno dei plotoni del 118º Battaglione Schutzmannschaft, l'ex sottotenente sovietico Vasyl Meleshko, fu processato in una corte sovietica e giustiziato nel 1975.
Il capo di stato maggiore del 118º Battaglione Schutzmannschaft, l'ex tenente dell'Armata Rossa Hryhoriy Vasiura (che fu catturato durante l'invasione nazista dell'URSS nel 1941 e successivamente si offrì volontario per il servizio nella Schutzmannschaft e nelle SS), fu processato a Minsk nel 1986 e ritenuto colpevole di tutti i suoi crimini. Fu condannato a morte dal verdetto del tribunale militare del distretto militare bielorusso. Vasiura fu giustiziato nel 1987.
Il caso e il processo del principale carnefice di Chatyn' non hanno ricevuto molta pubblicità dai media; i leader delle repubbliche sovietiche erano preoccupati per l'inviolabilità dell'unità tra il popolo bielorusso e quello ucraino.

## Memoriale di Chatyn'

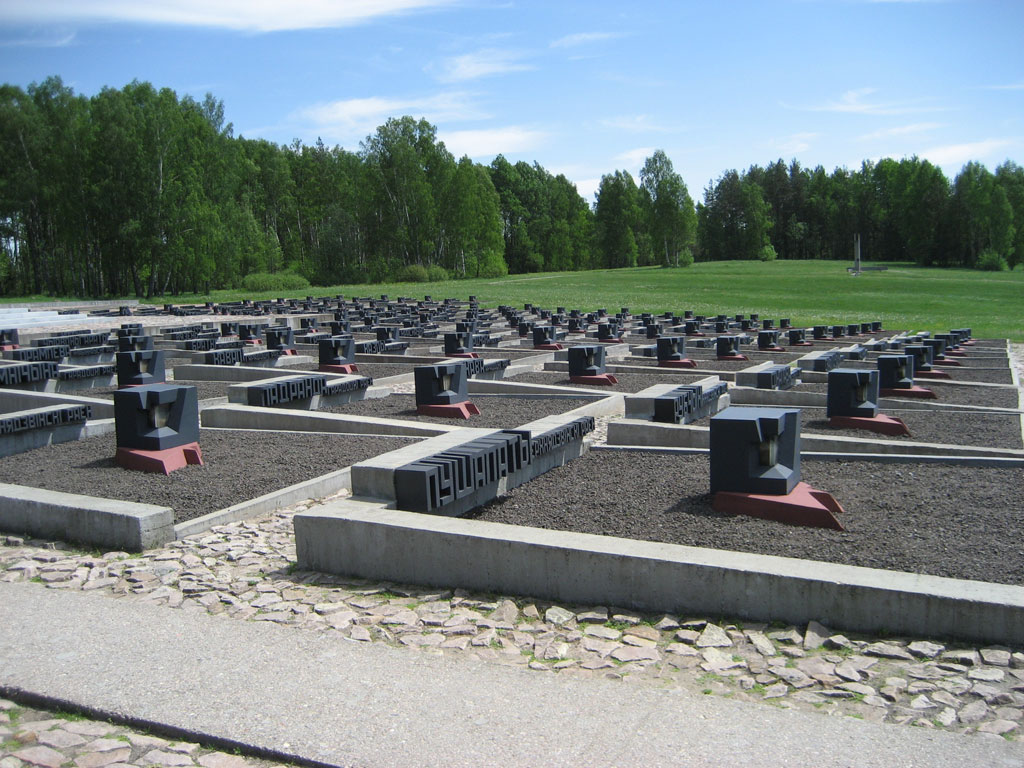
«Cimitero dei villaggi» con 185 tombe. Ogni tomba simboleggia un particolare villaggio in Bielorussia che è stato bruciato insieme alla sua popolazione.

Chatyn' divenne un simbolo delle uccisioni di massa della popolazione civile durante i combattimenti tra partigiani, truppe tedesche e collaboratori. Nel 1969 fu nominato monumento nazionale ai caduti della RSS bielorussa. Tra i simboli più riconosciuti del complesso commemorativo c'è un monumento con tre betulle e con una fiamma eterna, rappresenta un omaggio a un bielorusso su quattro morto in guerra.
C'è anche una statua di Yuzif Kaminsky che trasporta il figlio morente e un muro con nicchie per rappresentare le vittime di tutti i campi di concentramento, con grandi nicchie che rappresentano quelle con più di 20 000 vittime. Le campane suonano ogni 30 secondi per commemorare il tasso di perdita di vite dei bielorussi durante la seconda guerra mondiale.
Parte del memoriale è un cimitero di villaggi con 185 tombe. Ogni tomba simboleggia un particolare villaggio in Bielorussia che è stato dato alle fiamme insieme alla sua popolazione.
Tra i leader stranieri che visitarono il Memoriale durante il loro mandato ci furono Richard Nixon, Fidel Castro, Rajiv Gandhi, Yasser Arafat e Jiang Zemin.

Panorama della parte centrale del memoriale di Chatyn'
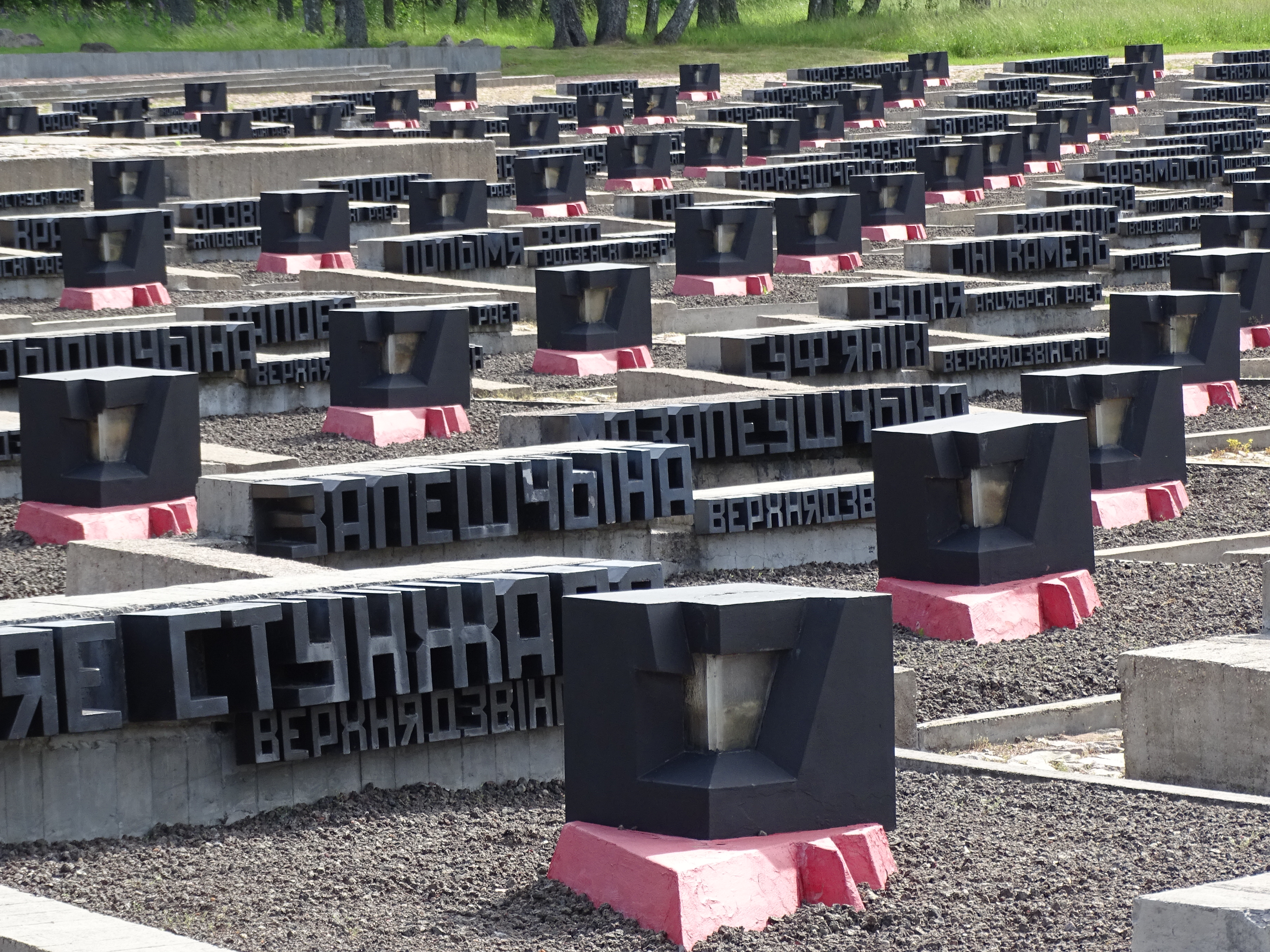
Un'altra veduta del Cimitero dei Villaggi.
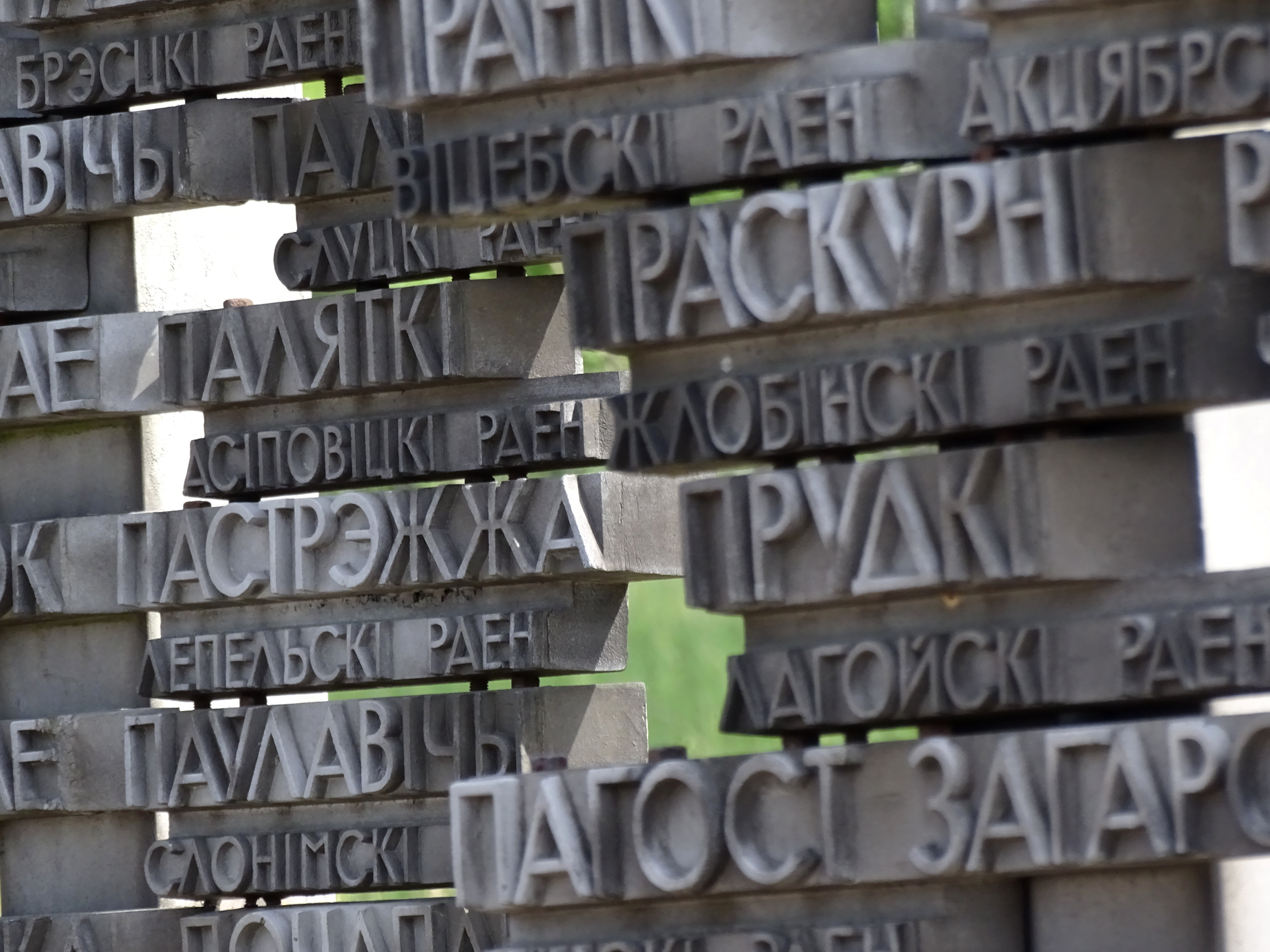
Nomi dei villaggi sul memoriale.
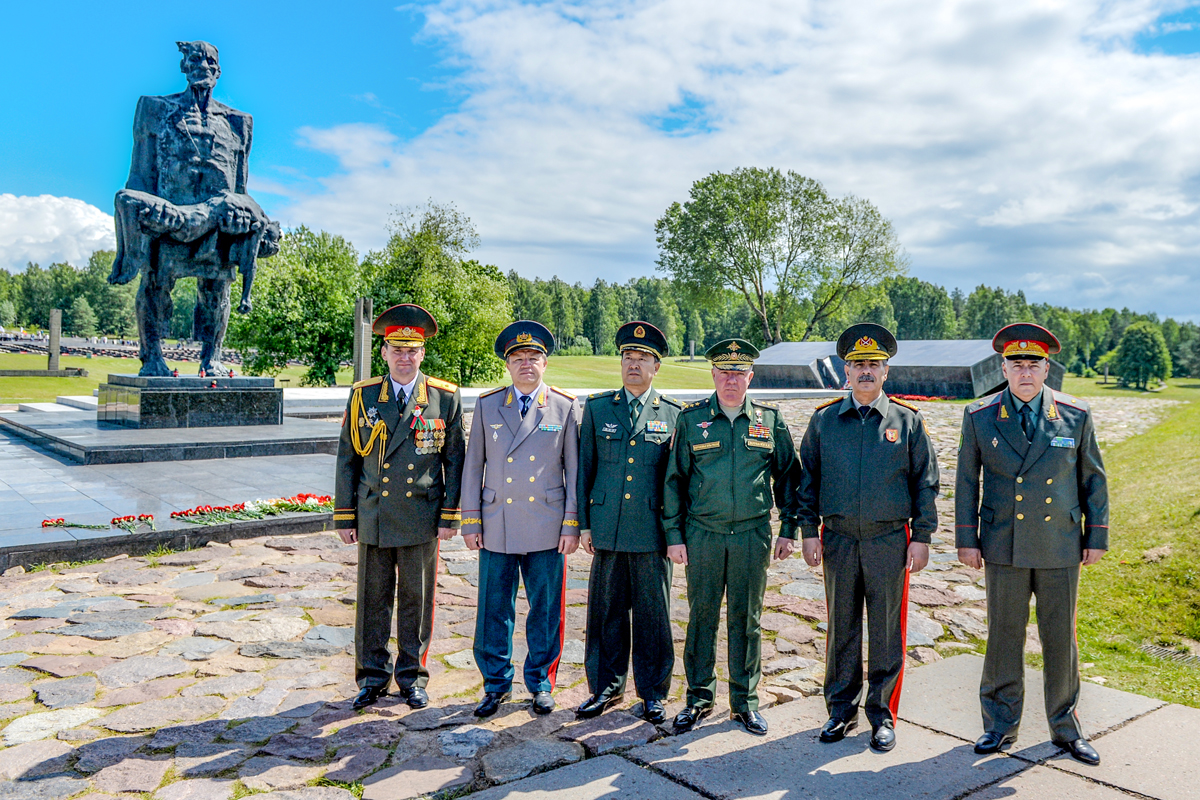
Una delegazione straniera dall'Azerbaigian, dalla Cina, dalla Russia, dal Kazakistan e dall'Uzbekistan al memoriale (in particolare la statua di Yuzif Kaminsky).